# Martes melampus
Martes melampus es una especie de  mamíferos carnívoros  de la familia Mustelidae,  subfamilia Mustelinae.

## Distribución geográfica
La marta japonesa se puede encontrar en las regiones boscosas de Japón, como las islas Honshu, Kyushu, Shikoku y Tsushima, así como en Corea, donde hay una subespecie endémica. 

## Dieta
Los análisis de escretas indican que la marta japonesa es omnívoro. Sin embargo, puede caracterizarse como un generalista oportunista. Se come una gran variedad de alimentos durante todo el año. Los alimentos importantes son frutas y bayas de primavera a otoño, insectos en verano y otoño, y pequeños mamíferos y aves durante todo el año. Es probable que compita con otros carnívoros para mamíferos pequeños los cuales son el gato leopardo y la comadreja siberiana.
Los alimentos ingeridos incluyen plantas (principalmente bayas y semillas): Diospyros kaki, Actinidia arguta, Rubus hirsutus, Elaeagnus pungens, E. umbellata, Vitis ficifolia, Ficus electa, Morus australis, Rhus spp., Stauntonia hexaphylla y Camellia japonica, conejos y otros pequeños mamíferos: Lepus brachyurus angustidens, Petaurista leucogenys niddonis, Clethrionomys rufocanus andersoni, Apodemus speciosus, Apodemus argenteus, Mus musculus y Rattus, aves y sus huevos: Phasianus soemmeringii scintillans, Phasianus colchicus karpowi, Turdus naumanni eunomus y Emberiza cioides ciopsis, invertebrados : Ciempiés y arañas Coleoptera y Mantodea, Scolopendra subspinipes, ranas y sus huevos: Rana tsushimensis, lombrices, peces, gasterópodos y crustáceos: Ligia exotica y Sesarma haematocheir.

Hay tres subespecies:
- Martes melampus melampus, que vive en diferentes islas japonesas.
- Martes melampus tsuensis, que vive en la isla de Tsushima.
- Martes melampus coreensis, que vive en Corea.